# Love Light (canción de CNBLUE)
Love Light (사랑 빛?, Sarang BitRR) es una canción compuesta por la banda de rock surcoreana CNBLUE. Es un sencillo del segundo miniálbum de la banda Bluelove. La canción es una balada acústica escrita por el vocalista principal Jung Yong Hwa, publicada por FNC Entertainment y distribuida por Kakao M el 10 de mayo de 2010. La canción alcanzó el puesto número diez en la clasificación Gaon Digital Chart de Corea del Sur. La canción ha vendido más de 1,9 millones de descargas a nivel nacional desde su lanzamiento.

## Antecedentes y composición

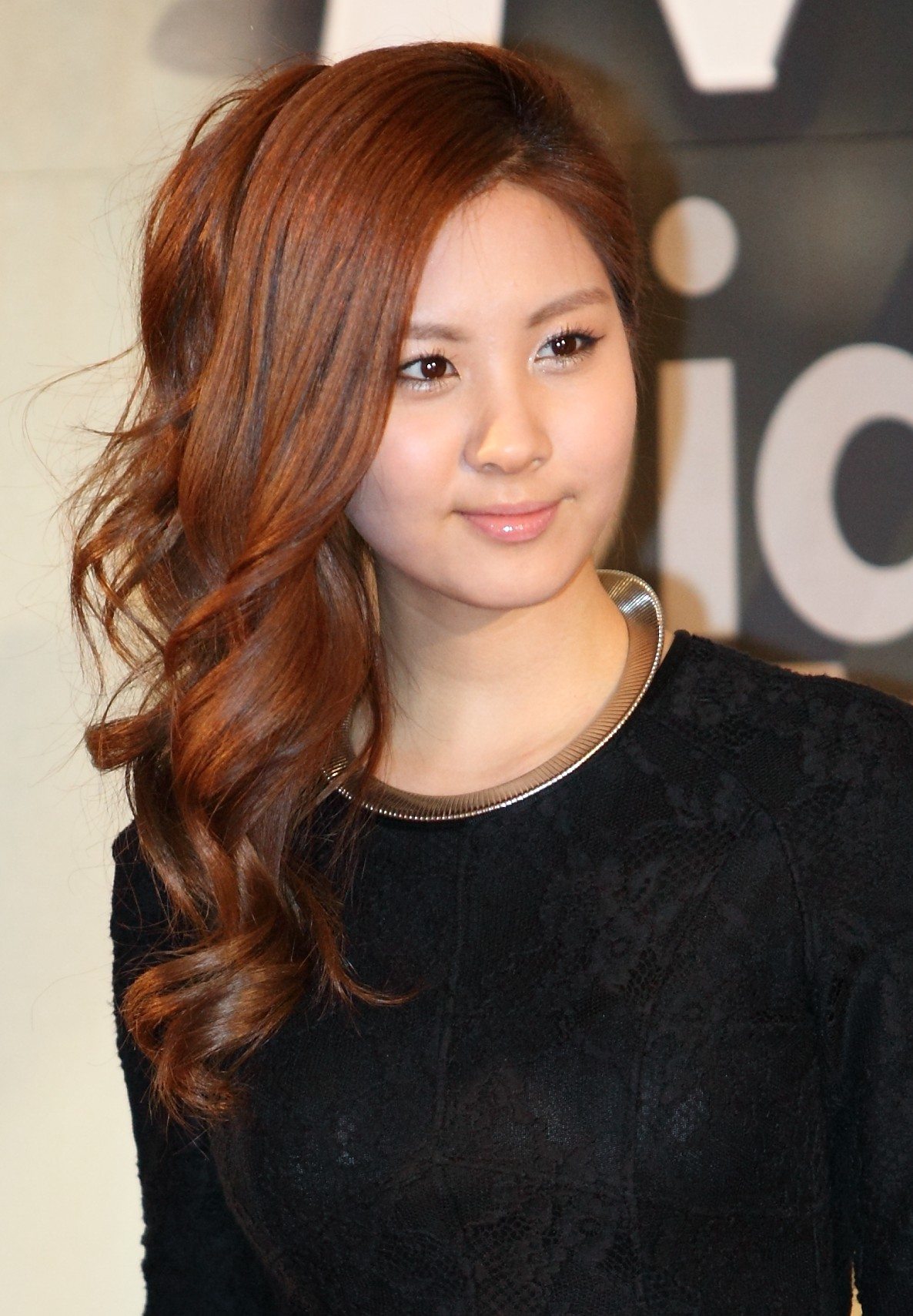
Jung Yong Hwa escribió la letra de «Love Light» después de conocer a Seohyun.

Poco después del debut de CNBLUE, el vocalista principal Jung Yong Hwa resultó elegido para la segunda temporada del programa de telerrealidad de MBC TV We Got Married siendo el compañero de Seohyun de la banda Girls' Generation. Comenzó a esbozar la letra de «Love Light» después de su encuentro inicial. Mientras escribía la canción, Jung pensaba en su primer amor y lo comparó con «Love Revolution» del primer miniálbum de la banda Bluetory (2010). Escribió el pasaje de rap pensando en Seohyun.
«Love Light» es una canción «romántica y alegre». La balada presenta la voz de Jung y su compañero de banda Lee Jong Hyung sobre una melodía de guitarra acústica. Jung alteró intencionalmente la pronunciación de sus palabras para destacar el sentimiento, de forma que el oyente encuentre la canción más entrañable. Jung no solo escribió la letra sino que también compuso la pista, escrita en clave de re mayor y con un tempo de 138 latidos por minuto.

## Lanzamiento y promoción
«Love Light» estuvo a la venta en tiendas de música en línea el 10 de mayo de 2010, antes del lanzamiento del segundo miniálbum Bluelove de CNBLUE. La banda interpretó el sencillo en el programa musical Inkigayo de SBS MTV junto con el sencillo principal «Love». En el Concierto Incheon Hallyu de ese mismo año CNBLUE interpretó la canción en conjunto con Seohyun. Durante una parada de concierto en medio de la gira CNBLUE Live: Can't Stop de 2014, Jung dedicó la canción a las víctimas del naufragio del Sewol.

## Crítica y desempeño comercial
So Seung Keun, escribiendo para la revista en línea IZM, calificó a «Love Light» con media estrella de cinco, criticando a la canción por su «melodía vergonzosa dirigida a las mujeres», su letra de «escuela secundaria» y su rap «soso». Lim Yun Hye en otra reseña para la publicación, expresó que le decepcionó el progrso «simple» y «poco inspirador» de la pista.
En la clasificación del 9 al 15 de mayo de 2010, «Love Light» debutó y alcanzó el décimo lugar en la clasificación nacional surcoreana Gaon Digital Chart. El sencillo se ubicó entre los 100 mejores durante diecisiete semanas seguidas. En el informe de fin de año de 2010 de Gaon Music Chart, «Love» se ubicó en el puesto 20 de su lista de sencillos con mejor recepción. Fue la cuadragésima canción más vendida en Corea del Sur con 1 955 920 descargas y se ubicó en el puesto 54 de la lista Streaming Chart por acumular 17 046 303 transmisiones.

## Clasificaciones

### Semanales
| Clasificación (2010) | Posición más alta | Ref.   |
| -------------------- | ----------------- | ------ |
| Gaon Digital Chart   | 10                | [ 16 ] |
| Gaon Bell Chart      | 11                | [ 19 ] |
| Gaon Ring Chart      | 3                 | [ 20 ] |

| Clasificación (2011)    | Posición más alta | Ref.   |
| ----------------------- | ----------------- | ------ |
| Gaon Singing Room Chart | 30                | [ 21 ] |

### Fin de año
| Clasificación (2010) | Posición más alta | Ref.   |
| -------------------- | ----------------- | ------ |
| Gaon Digital Chart   | 37                | [ 18 ] |